# Drapeau de la Bosnie-Herzégovine
Le drapeau actuel de la Bosnie-Herzégovine est adopté le 4 février 1998, à la suite de la proposition du Haut représentant international, Carlos Westendorp.

## Symbolisme

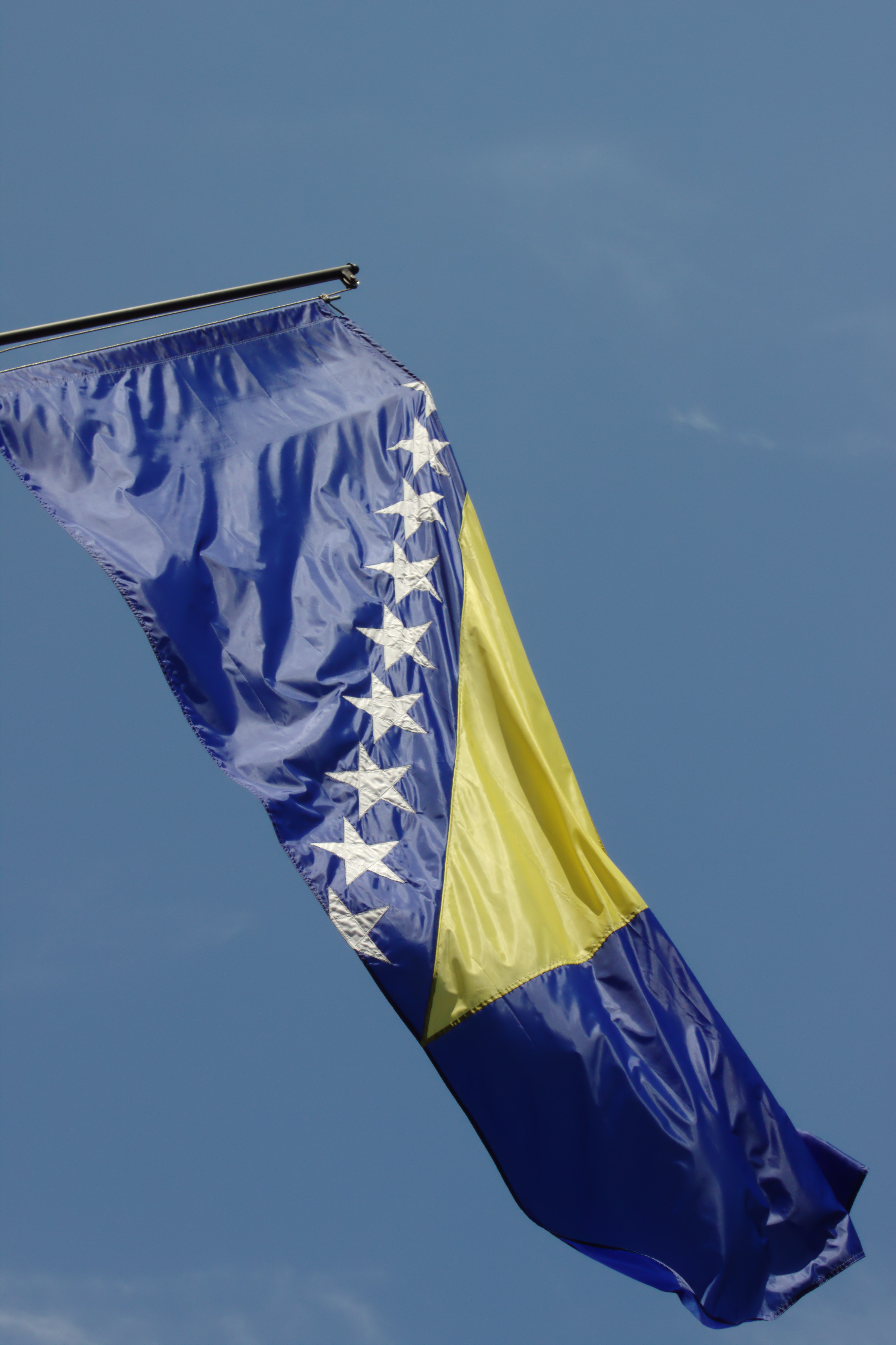
Drapeau de la Bosnie-Herzégovine flottant à l'ambassade de Prague.

La forme jaune et triangulaire représente la forme géographique du pays ainsi que les trois communautés principales (Bosniaques, Croates, Serbes). La couleur bleue et les étoiles sont inspirées du drapeau de l'Union européenne et représentent l'Europe. Elles rappellent l'appartenance de la Bosnie-Herzégovine à l'Europe et au Conseil de l'Europe.

## Construction
| Couleur | ● Bleu     | ● Jaune      | ● Blanc       |
| ------- | ---------- | ------------ | ------------- |
| HTML    | #002395    | #fecb00      | #ffffff       |
| RVB     | 0, 83, 161 | 255, 217, 17 | 255, 255, 255 |

## Histoire

### Sous l'Empire ottoman
Les archives de la ville de Mostar révèlent que les propriétaires bosniaques des régions du sud et de l'ouest de l'Herzégovine utilisent en 1760 un drapeau de couleur verte orné d'un croissant blanc et d'une étoile, orientés vers la gauche. Le drapeau est alors le plus couramment utilisé dans les guerres. Il accompagne aussi les troupes du Pachalik de Bosnie lors du deuxième siège de Khotyn de la région Bucovine en 1673. Il diffère du drapeau de l'Empire ottoman par la taille et la direction du croissant mais également dans sa forme, en queue d'hirondelle, à l'instar de certains pavillons de beauprés et pavillons d'Europe de l'Ouest.
Lors de la révolte menée par Husein Gradaščević dans les années 1830, un drapeau vert comprenant un croissant jaune et une étoile à cinq branche est brandit. L'objectif de la révolte est de permettre à la Bosnie de gagner son autonomie par rapport à l'Empire ottoman.
En 1878, la Bosnie existe brièvement en tant que nation indépendante après le départ des troupes ottomanes. Son drapeau hissé pendant environ deux mois, est similaire à celui utilisé par la révolte de Husein Gradaščević en 1830. Il est constitué d'un croissant jaune et d'une étoile sur fond vert, le croissant étant plus petit que sur le précédent drapeau.

Bosnie-Herzégovine (à l'intérieur de l'Empire Ottoman) en 1760
Drapeau révolutionnaire de Bosnie-Herzégovine 1831-1832
Bosnie-Herzégovine pendant l'insurrection de l'Herzégovine en 1878

### Administration austro-hongroise
À la suite de l'accord du Congrès de Berlin conclu entre les principales puissances européennes entre juin et juillet 1878, l'Empire austro-hongrois administre la Bosnie, désignée alors sous le nom de condominium de Bosnie-Herzégovine. Un drapeau constitué de deux bandes horizontales, rouge et jaune a en son centre les armoiries présente est celui de Stjepan Vukčić Kosača, noble de Bosnie et duc du XIVe siècle. Le blason médiéval d'origine avait un fond blanc et deux bandes rouges en haut du bouclier.
Lorsque les Austro-Hongrois annexent la Bosnie-Herzégovine en 1908, les insignes sont modifiées : la province de Bosnie reprend le drapeau bicolore horizontal rouge et jaune tandis que la province d'Herzégovine utilise un drapeau semblable mais avec des couleurs inversées, jaune et rouge.

Drapeau de la Bosnie austro-hongroise entre 1878 et 1908
Drapeau de la Bosnie austro-hongroise  entre 1908 et 1918
Drapeau de l'Herzégovine austro-hongroise entre 1878 et 1918

### Période yougoslave
Après la dissolution de la monarchie austro-hongroise et la création du royaume de Yougoslavie en 1918, la Bosnie-Herzégovine devient une province yougoslave jusqu'en 1922, date à laquelle ses frontières disparaissent au profit de 6 oblasts, puis de trois banovines en 1929. Durant cette période, le drapeau du Royaume et ses variantes, reprenant un tricolore aux couleurs panslaves, est hissé dans les subdivisions administratives. Lors de la Seconde Guerre mondiale, l'invasion de la Yougoslavie par les forces de l'Axe entraine l'instauration d'un État indépendant de Croatie à partir des territoires de Croatie et de Bosnie-Herzégovine. 
À la fin de la guerre en 1945, la république fédérative populaire de Yougoslavie voit le jour et la question d'un drapeau refait surface pour représenter la république populaire de Bosnie-Herzégovine. Les discussions s'engagent avec trois orientations : certains parlementaires préconisent l'utilisation des couleurs panslaves de la Yougoslavie, c'est-à-dire le bleu, blanc et rouge; d'autres privilégient exclusivement l'utilisation d'un drapeau rouge tandis qu'un troisième avis parlementaire souhaite que le drapeau représente les trois peuples de Bosnie-Herzégovine, proposition qui est rapidement écartée.
La première proposition est un tricolore horizontal bleu, blanc et rouge avec un rapport entre la largeur et la longueur de un pour deux. Au centre du drapeau se trouvent deux étoiles à cinq branches superposées, l'une rouge bordée de dorée et l'autre dorée, plus petite et qui possède des angles plus larges et des pointes plus petites.
La majorité des représentants parlementaires soutiennent l'autre proposition, la couleur rouge représentant les nombreuses rébellions qui ont commencé à combattre sous la bannière rouge, ajouté au fait que la Bosnie-Herzégovine est la République populaire yougoslave où il y a eu le plus de sang versé lors de la Seconde Guerre mondiale. Ces arguments en faveur permettent d'adopter ce drapeau à l'unanimité, légèrement modifié pour faire apparaître le drapeau yougoslave dans le canton supérieur gauche, pour montrer l'affiliation de la Bosnie-Herzégovine à la Yougoslavie.

Drapeaux des partisans yougoslaves de Bosnie en 1944
Proposition de drapeau pour la république populaire de Bosnie-Herzégovine en 1946
Drapeau de la république socialiste de Bosnie-Herzégovine (RFS Yougoslavie) de 1946 à 1991

### Depuis l'indépendance
Le 6 avril 1992, la Bosnie-Herzégovine acquit son indépendance de la Yougoslavie et se dote d'un nouveau drapeau dès le 20 mai. Le drapeau choisi est un fond blanc comprenant en son centre les armoiries des rois de Bosnie issus de la dynastie de Kotromanić, qui règne de 1377 à 1463 sur les territoires actuels de Bosnie-Herzégovine et de Dalmatie. Ces armoiries se décrivent avec un bouclier bleu orné de six fleurs de lys dorées disposées autour d'un coude blanc; la fleur de lis peut-être le symbole de la plante Lilium bosniacum, endémique de la région. Bien qu'il ne soit plus un drapeau officiel de l'État, celui-ci est toujours utilisé officieusement par les civils bosniaques.

Drapeau de la république de Bosnie-Herzégovine puis de la Bosnie-Herzégovine entre 1992 et 1998
Drapeau de la république de Bosnie occidentale de 1993 à 1995

Après la signature des Accords de Dayton en 1995, les Serbes de Bosnie qui vivent en Bosnie-Herzégovine considèrent que le drapeau avec les six fleurs de lis représentent uniquement les Bosniaques de Bosnie-Herzégovine. Le drapeau est finalement modifié par le drapeau actuel. Le drapeau actuel est présenté par le Haut représentant international en Bosnie-Herzégovine de l'Organisation des Nations unies, après que le Parlement de Bosnie-Herzégovine n'ait pas pu se prononcer sur une solution acceptable pour toutes les parties. Le drapeau actuel ne contient aucune référence historique ou autre à l'État bosniaque. Le drapeau est rarement vu dans la Republika Srpska, dont les habitants préfèrent arborer soit le drapeau régional, soit le drapeau national serbe. Les Bosniaques n'apprécient pas ou n'ont pas d'affinité particulière pour le drapeau, préférant utiliser l'ancien drapeau national bosniaque de 1992 à 1998 ou le drapeau yougoslave de l'époque socialiste.

Première proposition alternative
Deuxième proposition alternative
Troisième proposition alternative
Drapeau adopté par la Bosnie-Herzégovine, en vigueur depuis 1998

## Subdivisions administratives

Drapeau de la république serbe de Bosnie depuis le 6 avril 1992
Drapeau de la fédération de Bosnie-et-Herzégovine du 5 novembre 1996 au 14 juin 2007
Drapeau de la fédération de Bosnie-et-Herzégovine depuis le 14 juin 2007